# Åke Lindqvist
Åke Lindqvist, född 11 september 1923 i Östersund, död där 9 juni 2005, var en svensk musiker och kompositör från Östersund. Fiolist och dragspelare i gammeldansorkestern Bröderna Lindqvist åren 1954–1981. Mottagare av Jämtlands läns landstings kulturpris "Peterson-Berger-priset" tillsammans med Örjan Lindqvist och Folke Lindqvist år 1991. Åke Lindqvist var en produktiv kompositör av gammeldansmusik. Till hans mest kända kompositioner hör "Lill-Åkes vals" - som han skrev redan som 14-åring - "Storsjötrall", "Jämtlands Gille", "Tejprullen" och den sena kompositionen "Brödernas Polska". Åke Lindqvist står också som kompositör till "Gubben Lindqvists polkett" (tillsammans med Folke Lindqvist). Son till fiolspelmannen "Gubben" Nicanor Lindqvist. Åke Lindqvist är gravsatt på Östra begravningsplatsen i Östersund.